# Habropoda
Habropoda är ett släkte av bin. Habropoda ingår i familjen långtungebin.

## Bildgalleri

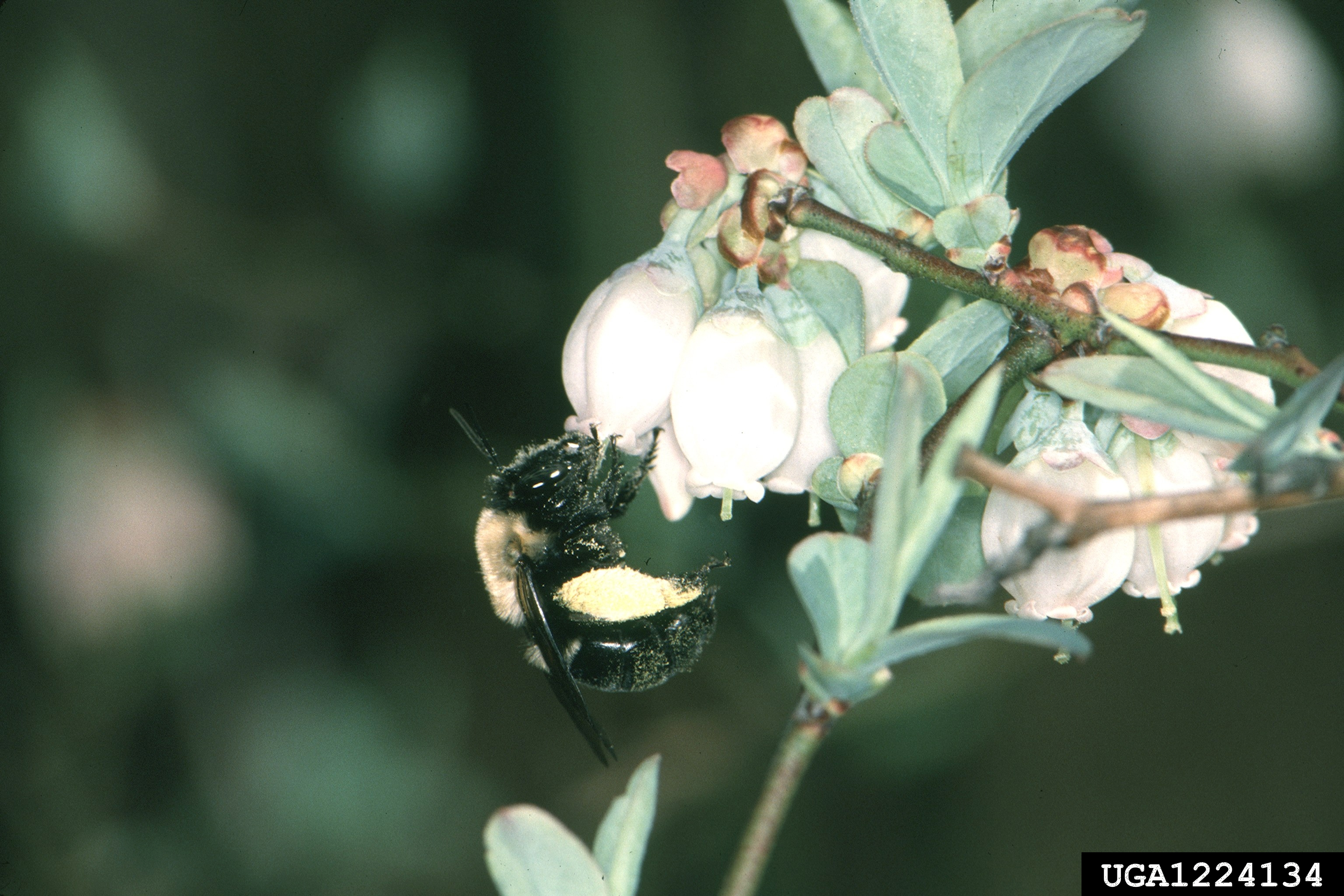
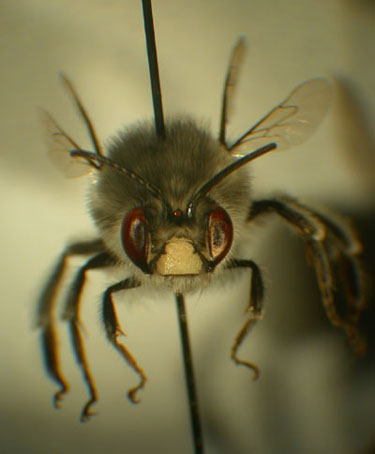

## Dottertaxa tillHabropoda, i alfabetisk ordning[1]
- Habropoda annae
- Habropoda apostasia
- Habropoda bucconis
- Habropoda bucconoides
- Habropoda christineae
- Habropoda cineraria
- Habropoda citula
- Habropoda cressonii
- Habropoda dammersi
- Habropoda deiopea
- Habropoda depressa
- Habropoda disconota
- Habropoda eurycephala
- Habropoda excellens
- Habropoda ezonata
- Habropoda hainanensis
- Habropoda hakkariensis
- Habropoda hookeri
- Habropoda imitatrix
- Habropoda krishna
- Habropoda laboriosa
- Habropoda medogensis
- Habropoda mimetica
- Habropoda miserabilis
- Habropoda moesta
- Habropoda morrisoni
- Habropoda murihirta
- Habropoda omeiensis
- Habropoda oraniensis
- Habropoda orbifrons
- Habropoda pallida
- Habropoda pekinensis
- Habropoda pelmata
- Habropoda plantifera
- Habropoda radoszkowskii
- Habropoda rowlandi
- Habropoda rufipes
- Habropoda salviae
- Habropoda salviarum
- Habropoda schafelneri
- Habropoda semifulva
- Habropoda sichuanensis
- Habropoda sinensis
- Habropoda sutepensis
- Habropoda tadzhica
- Habropoda tainanicola
- Habropoda tarsata
- Habropoda tristissima
- Habropoda tumidifrons
- Habropoda turneri
- Habropoda ventiscopula
- Habropoda vierecki
- Habropoda xizangensis
- Habropoda yunnanensis
- Habropoda zonatula